# Honda серія E
E-серія — це серія експериментальних людиноподібних роботів, створених компанією «Хонда» у період з 1986 по 1993 рік. Роботи цієї серії не мали рук і використовувалися для дослідження крокуючого руху. Знання та досвід, отримані при створенні цієї серії, були застосовані у розробці наступної серії роботів (серія P). Інформація про те, що компанія «Хонда» працює над створенням роботів, трималася в секреті до 1996 року.

## Моделі
|             | E0 (1986) | E1 (1987) | E2 (1989) | E3 (1991) | E4 (1991) | E5 (1992) | E6 (1993) |
| Вага, кг    | 16,5      | 72        | 67,7      | 86        | 150       | 150       | 150       |
| Висота, см  | 101,3     | 128,8     | 132       | 136,3     | 159,5     | 170       | 174,3     |
| Мір свободи | 6         | 12        | 12        | 12        | 12        | 12        | 12        |
| Зображення  |           |           |           |           |           |           |           |